# Invadarea Iugoslaviei
Invadarea Iugoslaviei (nume de cod Unternehmen 25), numit și  Războiul din aprilie, a fost o operațiune militară a Axei îndreptată împotriva Iugoslaviei, declanșată pe 6 aprilie 1941, în timpul celui de-al doilea război mondial. Conflictul s-a încheiat cu predarea necondiționată a Armatei regale iugoslave de pe 17 aprilie 1941, ocuparea regiunii de către puterile Axei și crearea Statului Independent al Croației (NDH).

## Contextul istoric
Italia Fascistă a atacat Regatul Greciei în octombrie 1940 și a suferit o serie de înfrângeri, fiind nevoită să se retragă spre bazele de pornire din Albania. Adolf Hitler a considerat că este nevoie să intervină în ajutorul aliatului său, nu doar pentru a restabili prestigiul Axei, dar și pentru a împiedica aviația britanică să bombardeze câmpurile petroliere din România, care erau esențiale pentru aprovizionarea Wehrmachtului.
După ce a reușit să convingă Ungaria, România și Bulgaria să se alăture Axei, Hitler a încercat să forțeze Iugoslavia să se alăture Pactului tripartit. Regentul Pavel a cedat acestor presiuni pe 25 martie 1941. Acest act a fost puternic contestat în rândurile populației și clasei politice iugoslave, iar, pe 27 martie, regentul Pavel a fost alungat de la putere, pe tronul Iugoslaviei fiind urcat regele Petru al II-lea (în acel moment în vârstă de numai 17 ani).
Această schimbare neașteptată a situației l-a înfuriat pe Hitler, care a decis să amâne atacul împotriva Uniunii Sovietice și să pedepsească Iugoslavia pentru ceea ce el considera o sfidare a Germaniei. O declarație a noului suveran iugoslav prin care își asuma obligația să semneze până la urmă Pactul tripartit nu l-a calmat pe Führer
Pe 6 aprilie 1941, armatele Axei au invadat pe mai multe direcții Iugoslavia, iar Luftwaffe a bombardat intens  Belgradul (avioanele germane decolând de pe aeroporturi din România și Austria).  Victoria forțelor Axei a fost rapidă, armata iugoslavă capitulând după doar 11 zile de luptă, pe 17 aprilie. După înfrângere, Iugoslavia a fost împărțită între Germania, Ungaria, Italia și Bulgaria, cea mai mare parte a Serbiei fiind ocupată de Germania, în timp ce România nu a participat la dezmembrarea vecinului său. Liderul fascist croat Ante Pavelić a profitat de momentul prăbușirii Regatului Iugoslaviei pentru a proclama independența Croației.

## Armata regală iugoslavă
Armata regală iugoslavă, formată după primul război mondial, era echipată încă la începutul deceniului al cincilea cu arme din epoca Marelui război. Piesele de artilerie erau modele vechi, trase de cai, iar armele antiaeriene și antitanc erau puține, iar armele automate ușoare nu fuseseră distribuite infanteriștilor în număr suficient de mare. Armata iugoslavă nu avea unități motorizate, iar cele două batalioane de tancuri erau echipate cu 110 blindate vechi. Forțele aeriene iugoslave erau echipate cu 416 avioane, din care o parte erau din producția autohtonă, restul fiind importante din Germania, Italia, Franța sau Anglia. Din totalul avioanelor, doar 50% erau aparate moderne.
Armata regală iugoslavă putea mobiliza 28 de divizii de infanterie, 3 divizii de cavalerie și 32 de regimente independente. Atacul Axei a survenit în  momentul în care armata iugoslavă era mobilizată incomplet, doar 11 divizii aflându-se pe pozițiile lor defensive la începutul invaziei. Unitățile care erau gata de luptă aveau 70% - 90% din efectivele aprobate. În momentul atacului, armata iugoslavă reușise să aibă sub arme cam 850.000 din cei 1.200.000 de soldați mobilizabili.
Armata regală iugoslavă fusese organizată în trei grupuri de armate și un al patrulea grup al trupelor de apărare a frontierelor maritime. Grupul al 3-lea de armate apărau frontiera cu Albania. Grupul al 2-lea de armate apărau regiunea de la Porțile de Fier până la râul Drava. Grupul întâi de armate, compus în special din unități croate, apărau Croația.
În afară de problemele generate de echiparea inadecvată și mobilizarea incompletă, armata iugoslavă suferea și de pe urma problemelor politice sârbo-croate. Ca urmare a acestei schisme, apărarea iugoslavă s-a prăbușit în momentul în care armatele a 4-a și a 7-a, compuse în principal din croați, au trecut de partea inamicului. Noul guvern iugoslav a întâmpinat cu entuziasm intrarea forțelor germane în Zagreb pe 10 aprilie 1941.

## Operațiunile de luptă

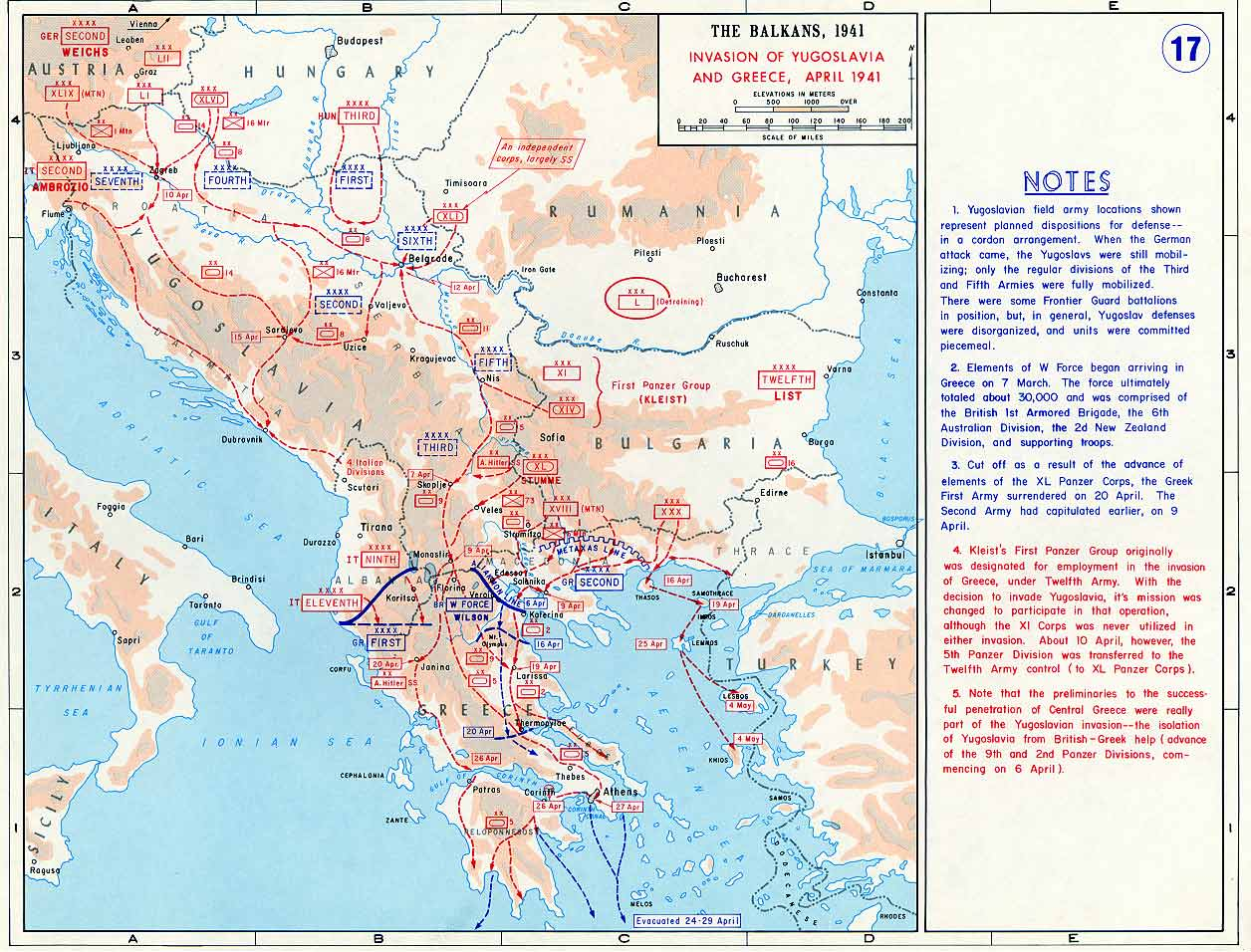
Operațiunile de pe frontul din Balcani

### Bombardarea Belgradului
Luftwaffe a deschis luptele împotriva Iugoslaviei prin bombardamente intensive a capitalei în dimineața zilei de 6 aprilie. Avioanele germane au efectuat raiduri succesive decolând de pe aeroporturi din Austria și România. Peste 150 de bombardiere grele și bombardiere în picaj au participat la atac, sub acoperirea unei puternice escorte de avioane de vânătoare. Primele raiduri s-au desfășurat la intervale de 15 minute, în trei valuri succesive, fiecare durând cam 20 de minute. Belgradul a fost supus unui bombardament neîncetat de aproximativ o oră și jumate. Atacul bombardierelor a fost concentrat în special în zona centrală a capitalei, unde se aflau principalele clădiri guvernamentale.
Forțele aeriene iugoslave și apărarea antiaeriană au fost rapid depășite de primul val al atacului, cea ce a permis bombardierelor în picaj să atace la înălțime foarte mică. În timp ce doar două avioane de vânătoare germane au fost doborâte, iugoslavii au pierdut în luptă 20 de avioane de vânătoare, 44 fiind distruse la sol. După încheierea atacului, peste 17.0000 de belgrădeni muriseră în bombardament. Atacul devastator al bombardierelor germane a distrus întreg sistemul de comunicație dintre cartierul general iugoslav și forțele teritoriale. Deși unele elemente din Marele stat major au reușit să scape în suburbiile capitalei, coordonarea operațiunilor militare din teren a fost zădărnicită de atacul aerian german.
După ce a dezorganizat sistemul de comandă al iugoslavilor, aviația germană a continuat să distrugă aeroporturile, căile de comunicație și concentrările de trupe inamice și a participat activ la sprijinirea acțiunile armatelor terestre ale Axei.

### Atacul terestru pe trei direcții împotriva Belgradului
Capitala Bergrad a fost atacat pe trei direcții: 

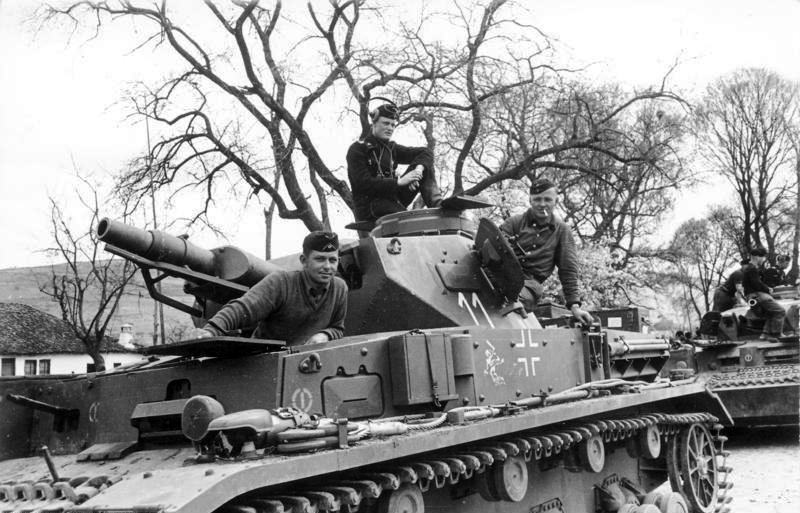
Tancuri germane Panzer IV ale diviziei 11 Panzer, parte a Armatei a 12-a.

1. Grupul I Panzer (Armata a 12-a) 
În dimineața zilei de 8 aprilie, Grupul I Panzer a declanșat atacul de pe pozițiile de concentrare din nord-vestul Sofiei. După ce au traversat frontiera bulgaro-iugoslavă lângă Pirot, trupele de blindate germane, întărite cu divizii de infanterie și de vânători de munte, au înaintat spre nord-vest, spre orașul  Niš. În ciuda vremii nefavorabile, a blocajelor de pe drumuri și a rezistenței Armatei a 5-a iugoslave, blindatele germane, sprijinite în mod eficient de bombardamentele de artilerie și de atacurile la sol a aviației, au străpuns liniile defensive iugoslave încă din prima zi a ofensivei. Apărătorii iugoslavi au primit ordinul să se retragă și să se regrupeze pe noi poziții defensive pe râul Južna Morava. Manevra de regrupare a eșuat, tancurile germane reușind să cucerească Nišul pe 9 aprilie și și-au continuat atacul spre Belgrad. De la Niš, atacul blindatelor a urmat cursul Moaravei spre nord-vest spre Belgrad. La sud de Paraćin și la su-vest de Kragujevac, armata iugoslavă a încercat să stăvilească atacul german, dar defensiva a fost depășită rapid, peste 5.000 de soldați iugoslavii fiind luați prizonieri. În acest timp, Divizia a 5-a Panzer a fost oprită temporar din atac pe drumurile proaste de lângă Pirot. După ce divizia a reînceput înaintarea, a primit ordinul să atace spre sudul orașului Niš pentru  ca să izoleze forțele iugoslave din Leskovac. Când a devenit evident că Nišul urma să fie cucerit, Divizia a 5-a Panzer a fost trecută sub comanda Armatei a 12-a, care urma să atace Grecia. Pe 10 aprilie, tancurile germane urmăreau îndeaproape trupele iugoslave aflate în retragere. A doua zi, germanii au atacat flancul sudic al Armatei a 6-a iugoslavă, pe care au depășit-o în ziua următoare. În dimineața zilei de 12 aprilie, Grupul I Panzer se afla la mai puțin de 65 km de Belgrad. Cele două armate iugoslave aflate în regiune erau atât de dezorganizate, încât nu au reușit să mai opună o rezistență semnificativă sau să atace liniile de comunicație germane care se întindeau pe mai mult de  200 km de punctul de plecare din Bulgaria.
2. Corpul al 41-lea Panzer (Forța independentă)
Atacul Corpului al 41-lea Panzer a fost conceput să fie sincronizat cu atacul Corpului al 15-a Panzer din sud-est. Acest corp blindat a atacat prin sud-estul Banatului sârbesc spre Belgrad. La atac au participat și Regimentul motorizat de infanterie „Gross Deutschland”  și Divizia a 2-a de infanterie motorizată SS. După ce au traversat granița la nord de Vršac, primele elemente germane au intrat în  Pančevo pe 11 aprilie. Tancurile germane au întâmpinat doar o rezistență redusă și după două zile de la declanșarea atacului se aflau la aproximativ 75 km de capitala iugoslavă.
3. Corpul al 44-lea Panzer (Armata a 2-a)
În momentul în care  Luftwaffe își lansa raidurile de bombardament împotriva Belgradului, Armata a 2-a germană era în plin proces de organizare a liniilor de atac de pe frontiera nordică a Iugoslaviei. O parte a unităților germane a lansat atacuri cu obiective limitate în zonele de frontieră. Înaltul comandament german era hotărât să acționeze în așa fel încât să cucerească podurile din zona de operațiuni ale Corpului al 44-lea mai înainte ca ele să poată fi distruse de iugoslavi. Pe 1 aprilie, subunități germane au primit ordinul de a captura podul de la Bares și podul de cale ferată aflat la 16 km nord-est de Koprivoica. În dimineața zilei de 6 aprilie, lipsa rezistenței iugoslavilor și situația generală a frontului i-a încurajat pe germani să stabilească mai multe capete de pod peste râurile Mura și Drava lângă Mursko Sredisce, Letenye, Zakany și Barcs. Cele câteva atacuri ale germanilor au produs disensiuni în rândurile apărătorilor. În rândul Armatei a 4-a iugoslave erau numeroși soldați croați, care s-au răsculat în  mai multe puncte ale pungii de pe râul Drava, refuzând să lupte cu germanii, pe care îi considerau eliberatori de sub opresiunea sârbilor. Când forțele germane au traversat podul de pe Drava la Bares în dimineața zilei de 10 aprilie și au atacat de pe capetele de pod stabilite anterior, forțele defensive iugoslave se aflau într-un proces de dezintegrare avansată. Divizia a 8-a Panzer, urmată de Divizia a 16-a motorizată, a lansat atacul împotriva Belgradului de-a lungul râurilor Drava și Sava. Zonele izolate în care unitățile iugoslave au rezistat au fost rapid cucereite, iar germanii au înaintat rapid prin Osijek, (cucerit pe 11 aprilie) spre Belgrad. Drumurile proaste și distrugerea de către geniștii iugoslavi a mai multor drumuri au întârziat într-o oarecare măsură înaintarea germanilor, care nu și-au îndeplinit mai rapid misiunea de a ataca spatele frontului iugoslav și a stabili joncțiunea cu Corpul al 15-lea Panzer. După ce germanii au cucerit două poduri intacte peste râul Sava pe 12 aprilie, au intrat în Mitrovica.  La 36 km sud de Belgrad, Armata a 2-a a făcut în sfârșit joncțiunea cu Grupul I Panzer.
În după amiaza zilei de 12 aprilie, Corpul al 44-lea Panzer a primit noi ordine. Conform acestor ordine, atacul inițial spre Belgrad de-a lungul râului Sava urma să fie continuat doar de Divizia a 8-a Panzer. La ora 18:30, restul unităților germane ale Corpului al 44-lea au atacat spre sud vest pe direcția orașului Valjevo pentru a face joncțiunea cu aripa stângă a Grupului I Panzer, la sud-vest de Belgrad. În același timp, Divizia a 16-a motorizată s-a îndreptat spre sud, a traversat Sava și a înaintat spre Zvornik. Ultimele două divizii au fost folosite la organizarea atacului spre Sarajevo.

### Capitularea Belgradului
Înaltul comandament german urmărea cu nerăbdare operațiunile de cucerire a Belgradului. Dintre cele trei coloane care atacau capitala iugoslavă, Corpul al 41-lea Panzer ajunsese cel mai  aproape de Belgrad, cucerind Pancevo, la 10 km de obiectivul final. În sudul Belgradului, defensiva iugoslavă s-a dovedit mai puternică, oprind temporar înaintarea Diviziei a 11-a Panzer din cadrul Grupului I Panzer.
În dimineața zilei de 12 aprilie, SS-Obersturmfuehrer Fritz Klingenberg din Divizia a 2-a infanterie motorizată SS a ordonat ca patrulele germane să traverseze Dunărea cu bărcile gonflabile, podurile de peste fluviu fiind distruse. Soldații germani au intrat în capitală fără să întâlnească rezistență. La ora 17:00, patrulele au înălțat steagul german pe legația Reichului. Cam peste două ore, primarul Belgradului a predat în mod oficial orașul în mâinile lui Klingenberg, care era însoțit de un reprezentant al Ministerului de Externe, eliberat după ce fusese arestat de iugoslavi la începutul conflictului.
La cartierul general al Armatei a 2-a nu a ajuns timp de 24 de ore niciun raport cu privire la capitularea orașului Belgrad. Pe 13 aprilie, la ora 11:52, la cartierul general a ajuns un mesaj radio prin care se anunța că „în timpul nopții, Divizia a 8-a Panzer a intrat în Belgrad, a ocupat centrul orașului și a arborat drapelul cu swastika”.
Pe de altă parte, cum între Armata a 2-a și Grupul I Panzer existau comunicații mai bune, cu puțin mai  înainte de recepționarea acestui mesaj radio a sosit un altul:”Grupul Panzer  von Kleist a cucerit Belgradul dinspre sud. Patrule ale Regimentului de infanterie motorizată Gross Deutschland au intrat în oraș dinspre nord. În frunte cu generalul von Kleist, Divizia a 11-a Panzer a început să intre în capitală de la ora 6:32”.
Această cursă pentru cucerirea Belgradului s-a încheiat odată cu atingerea aproape simultană a obiectivelor de către cele trei coloane atacatoare. După cucerirea capitalei, Grupul I Panzer a fost transferat de la Armata a 12-a la Armata a 2-a, iar Corpul al 44-a Panzer a fost trecut sub comanda unui Grup de blindate, având ca obiectiv distrugerea definitivă a resturilor armatei iugoslave.

## Pierderi

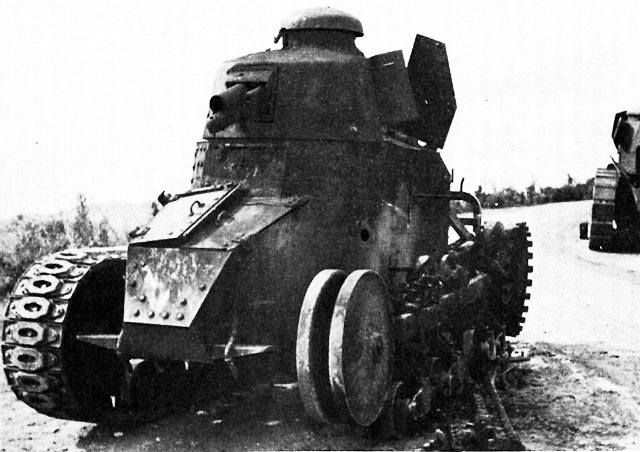
Un tanc iugoslav de producție franceză (Renault) distrus

Pierderile germane au fost extrem de reduse, mult sub așteptări. În timpul celor 12 zile de campanie, germanii au pierdut 558 de soldați: 151 morți, 392 răniți și 15 au fost declarați dispăruți.
Germanii au capturat un mare număr de prizonieri, din care croații, germanii, ungurii și macedonenii care fuseseră înrolați în armata iugoslavă au fost rapid eliberați. Aproximativ 30.000 de soldați iugoslavi au căzut prizonieri în mâinile italienilor..